# 古滝屋
古滝屋（ふるたきや）は、福島県いわき市常磐湯本町にある1695年（元禄8年）創業の旅館。
2021年（令和3年）3月12日、館内9階に「原子力災害考証館 furusato」を開設。福島第一原子力発電所事故に関連する資料の収集、展示を行っている。

## 概要
いわき湯本温泉の中心街に位置し、創業は元禄時代。通りに面した10階建ての元禄館と、高台の太平館（9階 - 15階）からなり、客室数は54室。
いわき湯本温泉は「フラのまち宣言」の取り組みを進めており、古滝屋も「フラ女将」に参加している。温泉むすめともタイアップし、当地のキャラクターであるいわきあろはのパネル展示と缶バッジの販売を行っている。

## 沿革
創業は1695年（元禄8年）で、当初は「瀧の湯」と称したが、1856年（安政2年）に「古瀧」、1967年（昭和42年）の第1期増築時に地上7階建の「ホテル古滝」、1976年（昭和51年）の第2期増築時に現在の元禄館がが完成し「新館」「旧館」として渡り廊下を追加して一体化し、地上15階建は2002年にティーワンビルが完成するまでいわき市内で最も階数の多い建物であった。1993年（平成5年）の第3期増築に際し現在の「元禄彩雅宿 古滝屋」に改めてそれぞれ「元禄館」「太平館」と改称し、外装・イメージカラーが現在の色鮮やかなものとなった。磐城の地は戊辰戦争の戦場となり、1868年に磐城の戦いで全館焼失したが、翌年に再建した。
2011年に発生した東北地方太平洋沖地震では館主や従業員は群馬県に避難したが、間もなくして古滝屋に戻り救援物資の受け渡し拠点として開放した。いわき市内の宿泊施設の多くは復旧・復興工事の関係者で満室になったが、古滝屋では建物の損壊もあり、工事関係者を断る代わりに災害ボランティアの宿泊を受け入れた。原発事故により双葉郡全域が一時封鎖されたことから、福島県教育委員会の要請を受け、客室を寄宿舎として福島県立双葉高等学校の生徒の受け入れを行った。2012年7月に営業再開。2021年3月12日には、「原子力災害考証館 furusato」が開館した。

## 施設

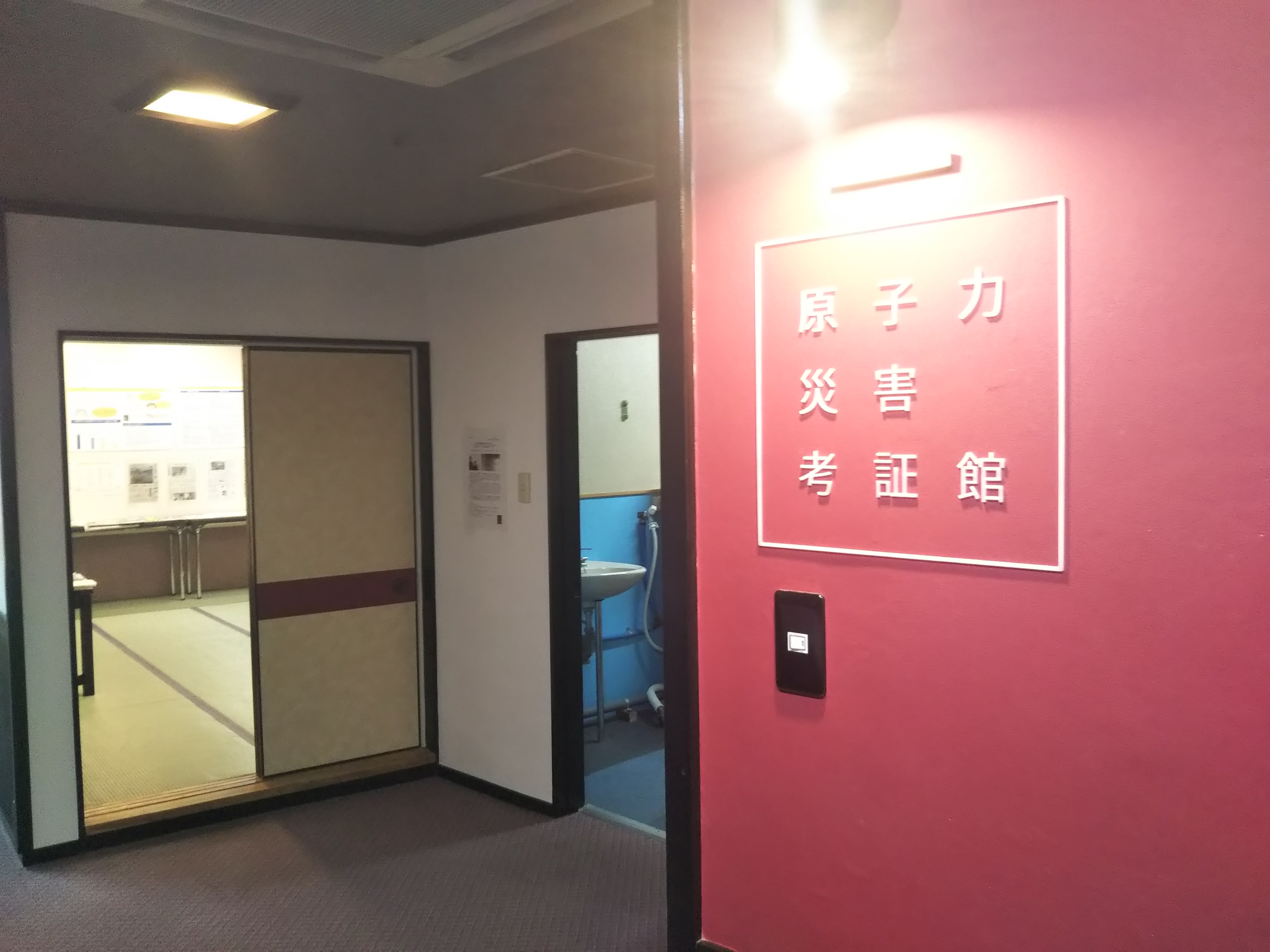
原子力災害考証館 furusato
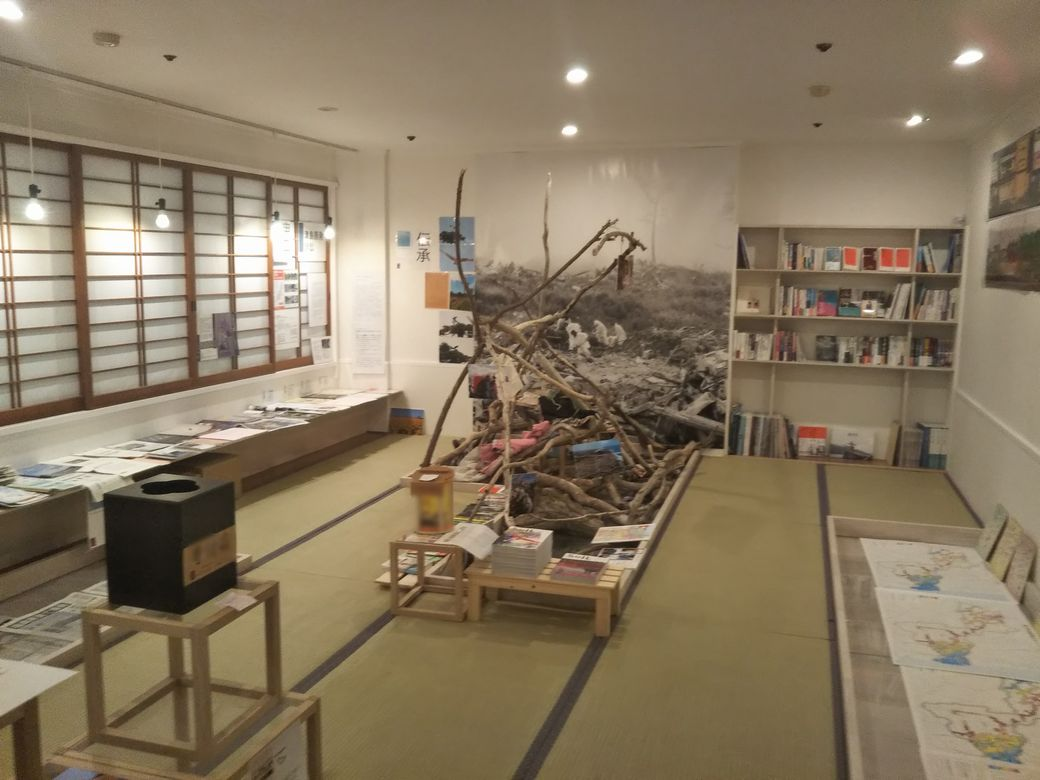
室内の展示
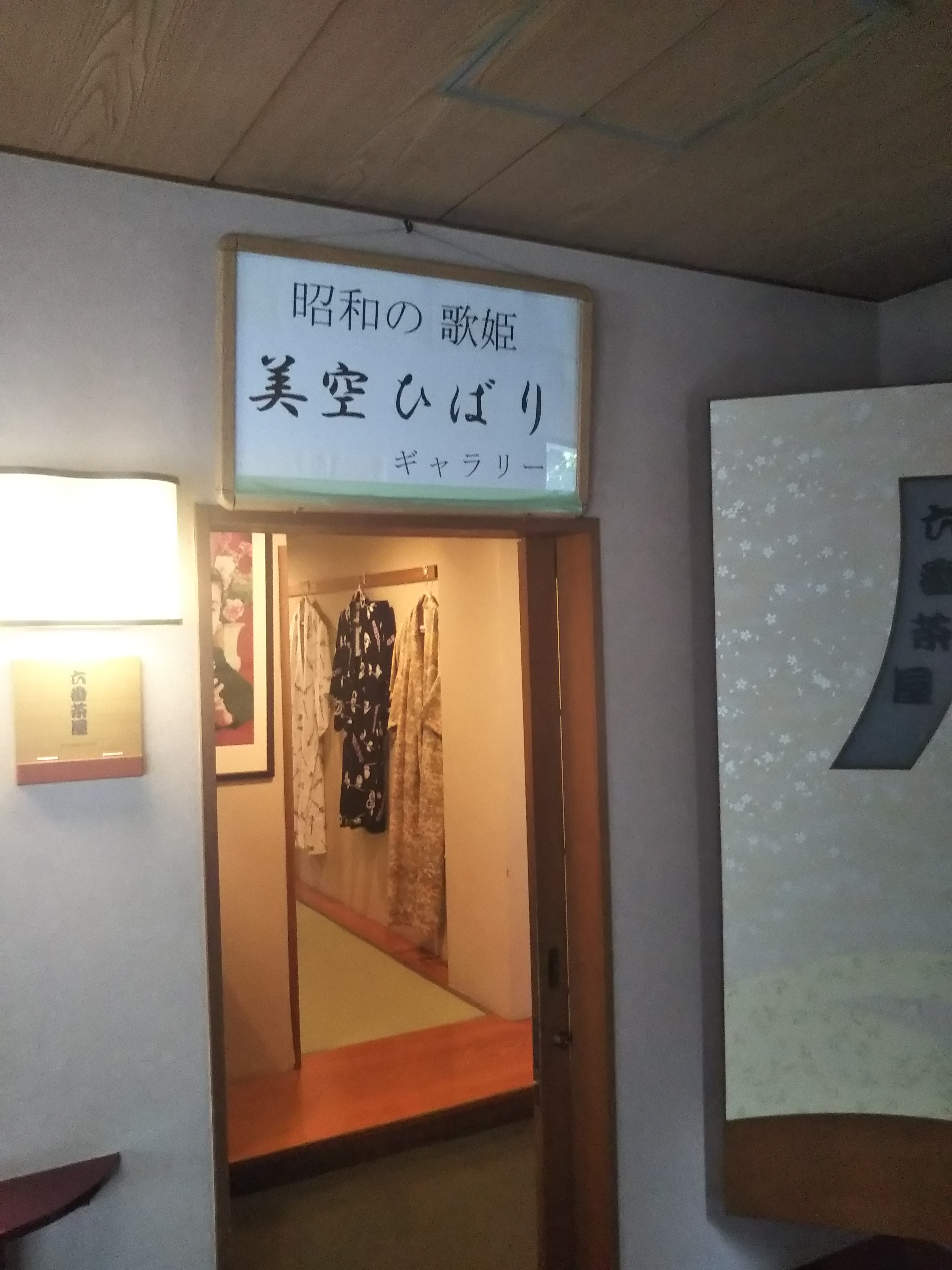
美空ひばりギャラリー

「原子力災害考証館 furusato」は稼働が減少した9階の宴会場を改装して開設され、浪江町の商店街の変遷を記録したパノラマ写真、津波の犠牲になり原発事故のため長期間捜索が行えなかった当時7歳の少女の遺品、当時の新聞記事や訴訟の記録などが展示されている。宿泊の如何を問わず、入館無料。1987年の楽曲『みだれ髪』で、ここからほど近い塩屋の岬を歌った縁から、美空ひばりの衣装や、長崎県の陶芸工房が制作したひばり人形などを展示するギャラリーも開設されている。
1階ロビーには図書コーナーがあり、震災や原発事故関連のみならず、映画史や常磐地方の郷土史、温泉や観光に関する本など多彩な蔵書を備える。

## アクセス
- JR常磐線湯本駅から徒歩8分
- 常磐自動車道いわき湯本ICから福島県道14号いわき石川線経由で約4km
- 常磐高速バスいわき号小名浜 - 東京線 温泉神社バス停下車[注釈 2]

## 周辺施設
湯本駅北西に広がるいわき湯本温泉の温泉街の中心部に位置する。温泉神社や、大正時代に湯本の地で暮らした野口雨情を記念した童謡館、共同浴場「さはこの湯」が近く、常磐線の東側のいわき市石炭・化石館も徒歩圏にある。スパリゾートハワイアンズは西に約4Kmほどで、湯本駅前から送迎バスが運行されている。

## 温泉
泉質は硫黄泉で、源泉温度は59.7℃
- 元禄館の9階に、露店風呂「天界の湯」（宿泊客専用）がある。
- 元禄館の6階に、大浴場「大黒の湯」がある。
- 元禄館の4階に、大浴場「千年の湯」がある。